# Villa Hidalgo kommun, San Luis Potosí
Villa Hidalgo är en kommun i Mexiko.   Den ligger i delstaten San Luis Potosí, i den centrala delen av landet, 400 km norr om huvudstaden Mexico City.
Följande samhällen finns i Villa Hidalgo:
- Pedrera del Tanquito
- Tanquito de San Francisco
- El Ojito
- Llano del Carmen
- Tanque Nuevo